# La Maschera di Cera
La Maschera Di Cera è un gruppo di rock progressivo nato nel 2001.

## Storia del gruppo
La Maschera Di Cera nasce su iniziativa di Fabio Zuffanti (già bassista dei Finisterre) con Agostino Macor e Marco Cavani (anche loro nei Finisterre come tastierista e batterista), Alessandro Corvaglia (cantante che aveva già lavorato con Zuffanti come interprete nell'opera rock Merlin) e il flautista Andrea Monetti.
Il primo lavoro del gruppo riprende una canzone scritta nel 1991 da Zuffanti, riarrangiata insieme a Agostino Macor; con l'aggiunta di tre nuovi pezzi, formeranno il primo album La maschera di cera, che esce nel maggio del 2002 per l'etichetta Mellow Records.
Le registrazioni del nuovo album iniziano nel settembre dello stesso anno, e il disco viene pubblicato a marzo 2003, sempre per la Mellow, con il titolo Il grande labirinto. Immediatamente dopo il gruppo cambia la propria formazione, con la sostituzione del batterista Marco Cavani da parte di Maurizio Di Tollo.
Il gruppo si esibisce in molti eventi live, dai quali vengono prodotti il CD Maschera di Cera in concerto e il DVD Gouveia Art Rock 2003. Le registrazioni del terzo disco iniziano nel marzo 2005 con la produzione di Franz Di Cioccio; la pubblicazione avviene un anno dopo per la Immaginifica Records con il titolo LuxAde.
Il successo dell'album porta il gruppo a esibirsi frequentemente in Europa e negli USA.
Nel 2007 La Maschera Di Cera partecipa al prestigioso NEARfest negli Stati Uniti, una delle principali manifestazioni attuali di rock progressivo e nel 2009 al Progday in North Carolina (USA).
Nel 2010, sempre con la produzione di Franz di Cioccio, la band produce e pubblica il suo quarto disco Petali di Fuoco, questa volta con l'apporto di Matteo Nahum alla chitarra, in aggiunta alla line-up tradizionale.
Nel 2013 il gruppo torna alla formazione a cinque proponendo Le Porte del Domani, un album che è un omaggio al progressive italiano: La Maschera Di Cera ha infatti deciso di continuare, esattamente quarant'anni dopo, la saga dei due pianeti di Felona e Sorona, il disco delle Orme pubblicato nel 1973 riconosciuto come un capolavoro assoluto e uno dei capisaldi del prog mondiale.
Le Porte del Domani è un concept, una suite di 45 minuti divisa in nove capitoli, che affronta la lotta tra i due pianeti, uno luminoso e l'altro buio, lotta che si risolverà grazie a due amanti provenienti dai due mondi e all'intervento ultraterreno della divinità che li protegge. La copertina del disco è stata curata personalmente da Lanfranco, il pittore che creò il dipinto originale di Felona e Sorona e che ha messo gentilmente a disposizione del gruppo la sua opera del 1968 Gli amanti del sogno.
Le Porte del Domani esce in CD in edizione italiana e inglese (quest'ultima con un missaggio leggermente diverso), in LP e in uno speciale box contenente la litografia su plexiglas del dipinto e tutte le versioni di CD e LP.
Dopo una pausa durata sette anni, La Maschera Di Cera torna nel 2020 con un nuovo album, il sesto in studio, intitolato S.E.I. La band è ora un trio (Corvaglia/Macor/Zuffanti) coadiuvato in studio e dal vivo da Martin Grice (sax, flauto) e Paolo "Paolo" Tixi (batteria). “S.E.I.”, acronimo di “Separazione/Egolatria/Inganno”, è composto da una suite di oltre venti minuti che occupa interamente la prima facciata, seguita da altre due mini-suite sulla seconda. I tre brani sono veri labirinti musicali, con momenti tesi e oscuri alternati a grandi aperture caratterizzate dall’inconfondibile suono del mellotron. Rispetto al passato, influenze folk, jazz e canterburiane sono qui molto più evidenti. Dalla possente suite sinfonica “Il tempo millenario” attraverso la folkeggiante e solare “Il cerchio del comando”, fino al sinfo-jazz-hard di “Vacuo senso”.
Nel 2023, dopo il fermo forzato a causa del Covid, La Maschera Di Cera riprende anche l'attività concertistica esibendosi in Italia, Inghilterra, Belgio, Francia e Canada. Per l'occasione la formazione si stabilizza con l'innesto del batterista Andrea Orlando (già nei Finisterre e ne La Coscienza di Zeno).

## Formazione
- Alessandro Corvaglia: voce solista, chitarra, tastiere
- Agostino Macor: tastiere
- Fabio Zuffanti: basso, bass pedals, cori

- Martin Grice: flauto, sax
- Andrea Orlando: batteria

## Membri passati
- Andrea Monetti (2002-2013): flauto, sax
- Maurizio di Tollo (2003-2013): batteria, percussioni, cori
- Marco Cavani (2002-2003): batteria
- Matteo Nahum (2009-2011): chitarra
- Laura Marsano (2013-2014): chitarra
- Paolo "Paolo" Tixi (2020): batteria

## Discografia
In studio
- 2002: La maschera di cera (CD, Mellow Records. Ristampato da Mirror records in CD e LP)
- 2003: Il grande labirinto (CD, Mellow Records. Ristampato da Mirror records in CD)
- 2006: LuxAde (CD, Immaginifica Records)
- 2010: Petali di Fuoco (CD, Immaginifica Records)
- 2013: Le Porte del Domani (CD + LP AMS records)
- 2013: The gates of Tomorrow (Versione in lingua inglese di Le Porte del Domani) (CD AMS records)
- 2020: S.E.I. (CD + LP AMS records)

Dal vivo
- 2004: Maschera di Cera in concerto (live) (CD, Mellow Records. Ristampato da Mirror records)
- 2016: Live At Spirit Of 66, Belgium 2005 (CD, Mirror records)
- 2016: Live At Bloom Milano 2002 (CD, Mirror records)

Partecipazioni
- 2003: Gouveia art rock 2003 (DVD, Portugal progresivo)
- 2010: Romantic warriors: a progressive music saga (DVD)
- 2011: Prog exhibition 2010 (CD + DVD, Immaginifica)